# Врангель, Антон Магнус Херман
Граф Антон Магнус Херман Врангель (швед. Anton Magnus Herman Wrangel; 13 августа 1857, Уппланд, Швеция — 9 октября 1934, Стокгольм, Швеция) — шведский государственный деятель, политик, дипломат, министр иностранных дел Швеции (27 октября 1920 — 13 октября 1921).

## Биография
Представитель рода Врангели. Сын графа Фредрика Ульрика Врангеля аф Сауса и графини Ульрики Эбби Вильхельмины Шпренгтпортен. После завершения учёбы работал на государственной службе в ранге атташе в Министерстве иностранных дел,
служил в Копенгагене и Париже в 1884 г.
В 1885 г. стал вторым секретарём МИД Швеции, исполняющим обязанности вице-церемонимейстера в 1887 г., с 1889 года — первым секретарём Министерства иностранных дел Швеции, секретарём шведской миссии в Париже (1890—1896), затем в 1896—1900 годах — первым секретарём миссии в Париже, Чрезвычайный и Полномочный послом в Бельгии и Гааге (1900), Санкт-Петербурге (1904) и Лондоне (1906) . В октябре 1920 года занял пост министра иностранных дел Швеции.
Сопровождал короля Оскара II в нескольких его поездках за рубеж. Был представителем Швеции на Парижской мирной конференции 1919 г.

## Награды
Швеции
- Орден Серафимов
- Орден Полярной звезды (трижды)
- Орден Вазы
- Иллис кворум
- Юбилейная памятная медаль короля Оскара II
- Юбилейная памятная медаль к золотой свадьбе короля Оскара II и королевы Софии
- Олимпийская памятная медаль короля Густава V

Иностранные
- Орден Леопольда I (Бельгия)
- Орден «Святой Александр» (Болгария)
- Королевский Викторианский орден (Великобритания) (дважды)
- Орден Данеброг (Дания)
- Орден Нила (Египет)
- Орден Почётного легиона (Франция) (трижды)
- Орден Святых Маврикия и Лазаря (Италия)
- Орден Оранских-Нассау (Нидерланды)
- Орден Солнца Перу
- Орден Христа (Португалия)
- Орден Красного орла (Пруссия)
- Орден Короны (Пруссия)
- Орден Святой Анны 1 степени (Российская империя)
- Орден Белого слона (Таиланд)
- Орден Карлоса III (Испания)
- Орден Османие (Османская империя)
- Орден Меджидие (Османская империя)
- Орден Заслуг (Венгрия)